# Estación de Virgen del Cortijo
Virgen del Cortijo es una estación de la línea ML-1 de la red de Metro de Madrid, perteneciente al Metro Ligero, ubicada en la Colonia Virgen del Cortijo en el barrio de Valdefuentes
(Hortaleza). Fue inaugurada el 24 de mayo de 2007 y es una de las estaciones subterráneas de la línea.
Su tarifa corresponde a la zona A según el Consorcio Regional de Transportes de Madrid.

## Accesos
Vestíbulo Virgen del Cortijo
- Avda. Manoteras Avda. de Manoteras (esquina C/ Oña, 185)
- Ascensor Avda. de Manoteras (esquina C/ Oña, 185)

## Líneas y conexiones

### Metro Ligero
| << cabecera        | < estación        | Línea | estación >    | cabecera >> |
| ------------------ | ----------------- | ----- | ------------- | ----------- |
| Pinar de Chamartín | Fuente de la Mora |       | Antonio Saura | Las Tablas  |

### Autobuses
| Diurnos |                                   |                                                                |
| Línea | Destino                           | Parada                                                         |
| 150 | Virgen del Cortijo Sol / Sevilla# | 5404 METRO VIRGEN DEL CORTIJO (Av. Manoteras frente al B.O.E.) |
| 174 | Plaza de Castilla                 | 5404 METRO VIRGEN DEL CORTIJO (Av. Manoteras frente al B.O.E.) |
| Nocturnos |                                   |                                                                |
| Línea | Destino                           | Parada                                                         |
| N1 | Sanchinarro Cibeles#              | 5404 METRO VIRGEN DEL CORTIJO (Av. Manoteras frente al B.O.E.) |
| # La línea 150 realiza un circuito neutralizado por la zona de la Colonia de Virgen del Cortijo, con lo cual, aunque técnicamente la línea en la parada 5404 indica destino Colonia de Virgen del Cortijo, los viajeros con destino Sol / Sevilla pueden subir al autobús en esta parada sin tener que volver validar el título de transporte en la cabecera de Colonia de Virgen del Cortijo. Este caso se repite para la línea N1, por lo que aunque la línea indique como destino Sanchinarro, los viajeros con destino Cibeles no tendrán que validar de nuevo su título en Sanchinarro. |                                   |                                                                |

| Diurnos                                                                                       |                                                       |                                               |          |
| Línea                                                                                         | Destino                                               | Parada                                        | Operador |
| 158                                                                                           | Alcobendas - San Sebastián de los Reyes (Tempranales) | 5396 PZA. ALCALDE MORENO TORRES (n.º 4)       | Interbus |
| 158                                                                                           | Madrid (Pinar de Chamartín)                           | 5403 ALCALDE CONDE MAYALDE-ALC. MORENO TORRES | Interbus |
| NOTA: Las paradas 5396 y 5403 se encuentran a 400m de la boca de la estación de Metro Ligero. |                                                       |                                               |          |